# Soknedal
Soknedal är en tätort (norska: tettsted) i Midtre Gauldals kommun, Trøndelag, belägen tolv kilometer söder om tätorten Støren. Invånarantalet uppgick 2011 till 282 personer, en ökning från 263 personer år 2008. I Soknedal finns en nedlagd järnvägsstation. Av industri märks sågverk och trävaruindustri. Soknedals kyrka är från 1933. E6 går igjenom Soknedal och älven Gaulas biflöde Sokna rinner förbi tätorten.

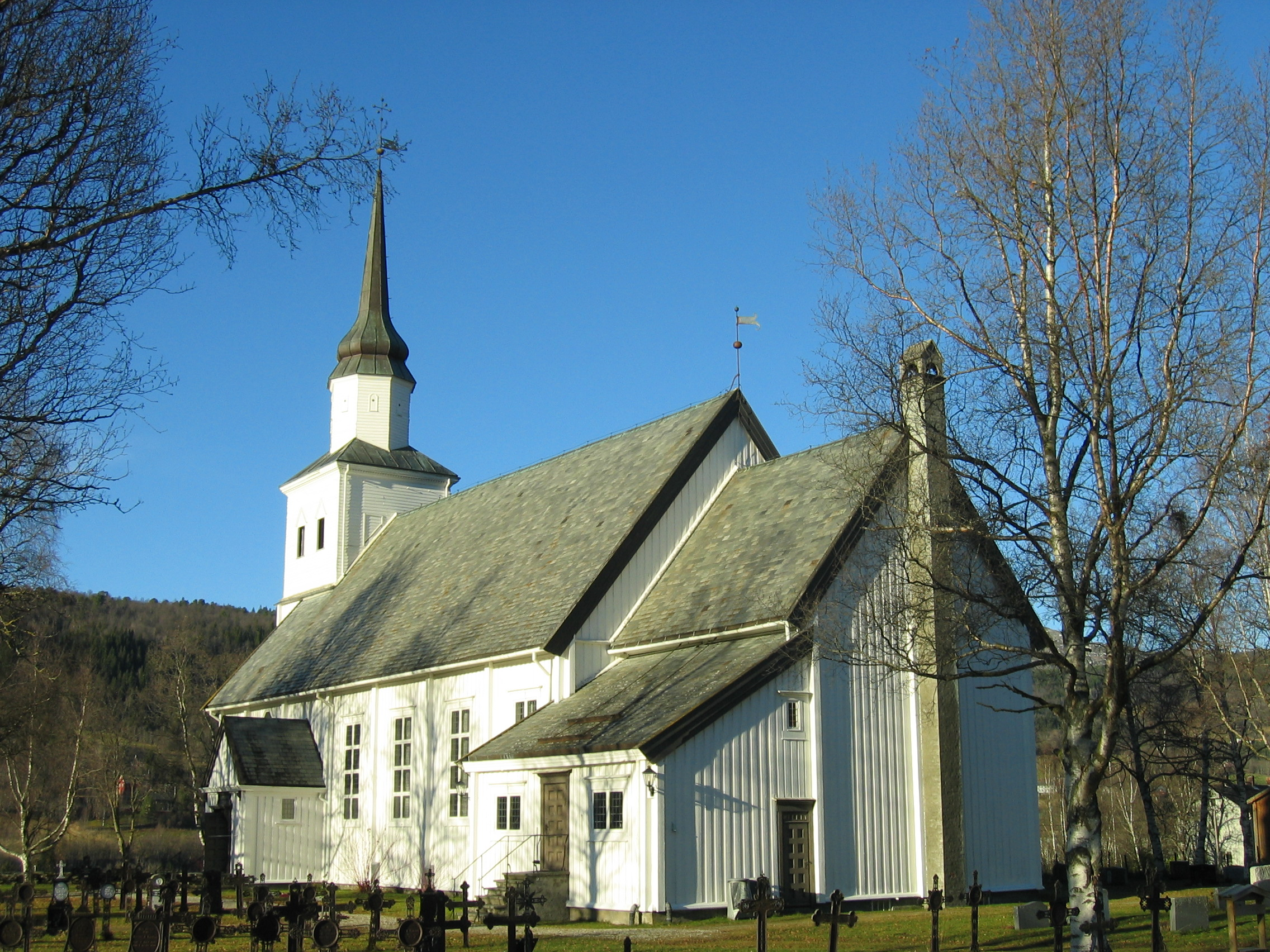
Soknedals kyrka.